# 圏央道多摩川橋
圏央道多摩川橋（けんおうどうたまがわばし）とは、東京都青梅市と羽村市の多摩川に架かる首都圏中央連絡自動車道（国道468号）の橋長352.2 m（メートル）の2層式トラス橋。

## 概要
首都圏中央連絡自動車道上に位置し、同自動車道の青梅インターチェンジと日の出インターチェンジの間に位置する。青梅側は上下2層式の青梅トンネルと接続しているため、2層式のトラス橋となっており上り線が上層、下り線が下層に配されている。
- 形式 - 鋼4径間連続ダブルデッキ曲線トラス橋
- 道路規格 - 第1種第3級
- 活荷重 - B活荷重
- 橋長 - 352.200 m
  - 支間割 - 76.000 m + 108.000 m + 90.000 m + 76.000 m
- 幅員
  - 総幅員 - 13.000 m
  - 有効幅員 - 9.750 m
  - 車道 - 9.750 m
- 平面曲線 - 曲率半径1000.0 m
- 横断勾配 - 0.94 %
- 縦断勾配 - 4.5 %
- 床版 - 鉄筋コンクリート
- 総鋼重 - 3460 t
- 架設工法 - トラッククレーン・ベント工法、トラベラクレーン・ベント工法
- 設計 - 日本構造橋梁研究所[1]
- 施工 - 石川島播磨重工業[注釈 1]・駒井鉄工[注釈 2]JV

## 周辺
- JR青梅線・小作駅（JC59）
- 国道411号（滝山街道・吉野街道）
- 東京都道249号福生青梅線（吉野街道）